# Priam (système d'information archivistique)
Pour les articles homonymes, voir Priam (homonymie).
Le sigle PRIAM désigne, aux Archives nationales françaises, le système d’information archivistique conçu pour la gestion et la description des archives des organes centraux de l’État de la période contemporaine (depuis 1958) collectées et conservées sur le site de Fontainebleau, hors ministères de la Défense et des Affaires étrangères.

## Historique

### Origines
Faisant suite à l'installation de la Cité interministérielle des archives (ou Cité des archives contemporaines) sur le site de Fontainebleau en 1969, le premier programme de PRéarchivage Informatisé des Archives des Ministères (PRIAM) est élaboré dans les années 1977-1978, afin d'assurer la gestion physique et la bonne logistique des versements massifs issus des administrations centrales. Il s'agit alors de désengorger les bureaux des ministères en assurant un traitement centralisé de leurs archives, au titre du préarchivage. Sont ainsi créées les deux applications de gestion Priam 1 et Priam 2, suivies, en 1983-1984, de l'application de documentation Priam 3, qui permet l'informatisation de la procédure de transfert des versements des Missions vers les Archives nationales.

### Évolution
En 1986, le site de Fontainebleau perd sa vocation de strict préarchivage et devient centre de conservation des archives définitives issues de l'administration contemporaine, sous le nom de Centre des archives contemporaines (CAC). Le système PRIAM devient dès lors Programme Informatique d'Archivage Ministériel.

### Succession
Dans le cadre de leur réorganisation et de leur déploiement sur trois sites, les Archives nationales se dotent, à partir de 2011, d'un nouveau système d'information archivistique commun aux trois sites de Paris, Fontainebleau et Pierrefitte-sur-Seine. Les applications PRIAM font alors l'objet de migrations assurant la transmission et la pérennisation des données, d'un premier environnement informatique d'origine vers le suivant.

## Description
Le système PRIAM se compose de trois applications, correspondant aux trois volets de gestion physique et intellectuelle des archives.

### Priam 1
L'application Priam 1, conçue selon un programme développé spécifiquement pour répondre aux besoins du site de Fontainebleau, assure la gestion physique des archives : elle répertorie les articles matériels composant chaque versement, et associe à chacune de ces données matérielles une localisation dans l'espace.

### Priam 2
L'application Priam 2, bénéficiant elle aussi d'un programme sur mesure, enregistre toutes les demandes de communications portant sur des articles décrits dans l'application Priam 1. Cette application gère à la fois les communications émanant du public des chercheurs présents en salle de lecture, et les besoins des usagers de l'administration centrale.

### Aramis/Priam 3
Contrairement aux applications de gestion Priam 1 et Priam 2, l'application Aramis/Priam 3 relève de l'informatique documentaire. Fondée sur le logiciel de description Texto, la base Aramis/Priam 3, selon le projet défini au moment de sa conception, en 1984, vise à constituer dans des délais limités un fichier informatisé donnant une connaissance suffisamment précise du contenu de l'ensemble des versements transférés depuis les administrations centrales vers le site de Fontainebleau. Cette description est la condition assurant l'accès aux documents, ainsi que l'identification des campagnes de traitement (éliminations, reprises de classement…) à envisager.
Tandis que Priam 1 et Priam sont des outils conçus strictement pour l'usage interne des Archives nationales, l'application Priam 3 est également accessible en ligne sous la forme d'une base d'orientation destinée aux usagers des archives. Le formulaire de recherche qui l'accompagne permet d'identifier les versements susceptibles de répondre à une recherche. La consultation de la base Priam 3 est l'étape préalable à la lecture des répertoires numériques détaillés établis par les archivistes en Missions et disponibles en salle de lecture. En 2009, la base Priam 3 décrit plus de 18 000 versements.

## Éléments structurant
Le fonctionnement des trois applications PRIAM repose sur l'adoption de composantes fondamentales, déterminant le mode de gestion des archives contemporaines issues des administrations centrales et conservées sur le site de Fontainebleau.

### Classement et cotation en continu
Les archives des organes centraux de l’État prises en charge par les Archives nationales sur le site de Fontainebleau depuis 1969 sont organisées selon la structure élémentaire du versement. Chaque versement correspond à un ensemble intellectuel homogène, émanant d'un seul et même producteur identifié au sein de l'administration centrale. Les différents versements issus du même producteur et versés aux Archives nationales en plusieurs transferts successifs constituent le fonds archivistique représentatif de l'activité de ce producteur.
Chaque versement est identifié, dans les différentes applications PRIAM, par une suite numérique de huit chiffres, dont les quatre premiers correspondent au millésime du transfert aux Archives nationales, et dont les quatre derniers éléments sont le numéro d'ordre de prise en charge du versement. Cette cotation est à la base de la gestion physique des versements. Selon le principe du classement continu, la cote attribuée à chaque versement est sans signifiance quant à l'origine des documents ou à l'identité de leur producteur.

### Nomenclature N1
L'identification du producteur dont émane chaque versement est en effet assurée, dans les applications PRIAM, par le code N1. Celui se compose d'une série de caractères alphanumériques définissant l'origine de chaque versement, selon un principe de description hiérarchique (ministère/direction générale/direction/service/bureau). Le code N1 permet l'identification minutieuse du service producteur des archives, notamment au moment de leur transfert depuis les Missions des Archives de France installées au sein des ministères, et à destination des Archives nationales. Le code producteurs N1 permet également de reconstituer intellectuellement l'homogénéité de fonds fragmentés, matériellement, entre différents versements. La nomenclature N1 est ainsi l'élément de base de la gestion archivistique au sein des applications PRIAM. Dans le cadre du nouveau système d'information déployé par les Archives nationales en 2011-2012, les données issues de la nomenclature N1 sont réorganisées en conformité avec la norme de description des producteurs ISAAR,.

### Thésaurus
La conception de l'application Aramis/Priam 3, destinée à articuler le travail de collecte mené par les Missions des Archives de France au sein des ministères avec les fonctions de conservation et de valorisation assurées par les Archives nationales, s'est accompagnée, à partir de 1984, de l'élaboration d'un thésaurus spécifique, dit Thésaurus Priam 3. Celui-ci permet de compléter les résumés descriptifs caractérisant la nature de chaque versement, en lui associant des combinaisons de mots-clés : termes génériques et termes spécifiques issus de listes de références, auxquels peuvent être ajoutés des noms d'organismes ou d'entreprises en liste ouverte. Dans un souci de maniabilité par les usagers, le thésaurus et les indexations Priam 3 privilégient le recours au langage naturel.